# Comarca de Ortegal
Ortegal is een comarca van de Spaanse provincie A Coruña. De hoofdstad is Ortigueira, de oppervlakte 394,3 km² en het heeft 15.810 inwoners (2005).

## Gemeenten
Cariño, Cerdido, Mañón en Ortigueira.